# Handstand

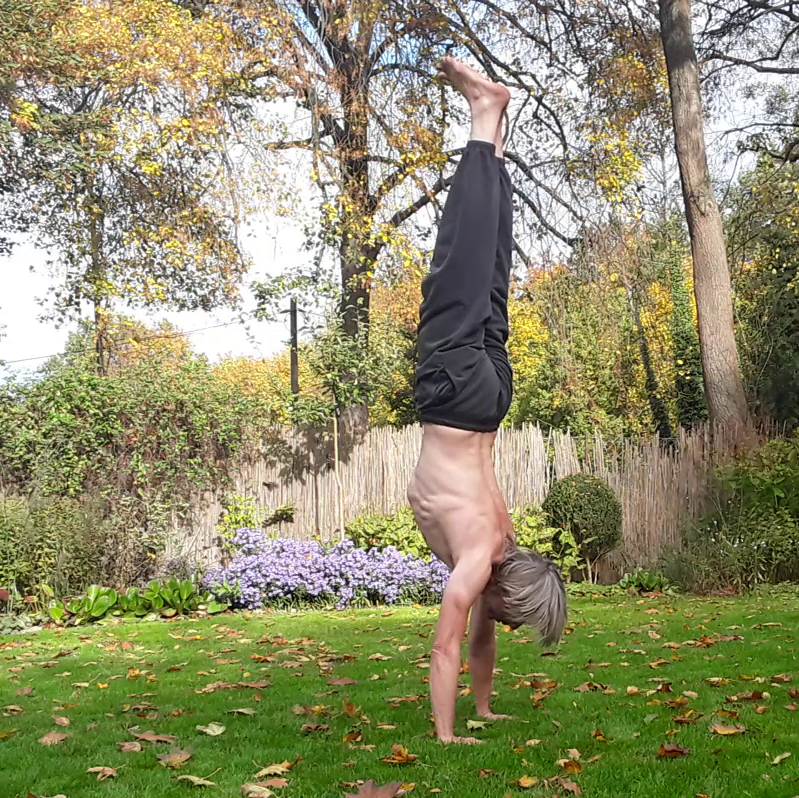
Klassischer Handstand

Der Handstand ist eine Grundposition in verschiedenen Sportarten.

## Bewegungsbeschreibung
Die Hände werden etwa in Schulterbreite parallel auf den jeweiligen Untergrund aufgesetzt. Die Arme sind durchgestreckt und befinden sich in direkter Linie unterhalb des Körpers, das ganze Körpergewicht lastet auf den Händen. Die durchgestreckten Beine und Füße verlängern die Körperachse nach oben. Neben dieser völlig gestreckten Form besteht die Möglichkeit die Beine zu beugen oder anzuwinkeln. Die Körperhaltung sollte der des normalen aufrechten Standes weitestgehend entsprechen. Insbesondere mangelhafte Dehnbarkeit des Schulterbereichs und zu geringe Körperspannung (schwache Rumpfmuskulatur) führen oft zu einer Hohlkreuzbildung bei Einnahme der Position, dem sogenannten Bananenhandstand.

## Ausführung in verschiedenen Sportarten
Beim Geräte – und Bodenturnen wird der Handstand auf dem Boden oder einem Übungsgerät absolviert; in Akrobatik und Zirkus häufig auf verschiedenen Positionen der Unterperson (insbesondere Hand-in-Hand) oder auf einem speziellen Handstand-Ständer.
Beim Voltigieren erfolgt der Handstand auf einem sich bewegenden Pferd und stellt besondere Anforderungen an die Balance des Sportlers. Er kann hier als Einzel-, Doppel- oder Dreierübung geturnt werden. Die Ausführung ist frei oder gehalten möglich, entweder direkt auf dem Pferd (Hals, Rücken oder Kruppe), auf den Griffen des Voltigiergurts oder auf einer sitzenden, liegenden, knienden oder stehenden Unterperson.
Im Yoga gibt es neben dem Handstand (Adho-Mukha-Vrikshasana) eine Vielzahl von Stellungen (Asanas) bei denen das Körpergewicht ebenfalls ausschließlich über die Hände gehalten wird, Rumpf und Beine sich jedoch in unterschiedlichsten Positionen befinden. Diese Stellungen, z. B. die Krähe (Kakasana) werden unter dem Begriff Armbalancen zusammengefasst.
Die bei Breakdance und Capoeira eingesetzten Handstände sind oft sehr dynamische oder auch einarmige Versionen der turnerischen Grundfigur. Bei einer wichtigen Kategorie von Sprungtypen im Wasserspringen beginnt der Turmspringer mit einem Handstand auf dem Sprungturm.

### Verschiedene Handstandarten

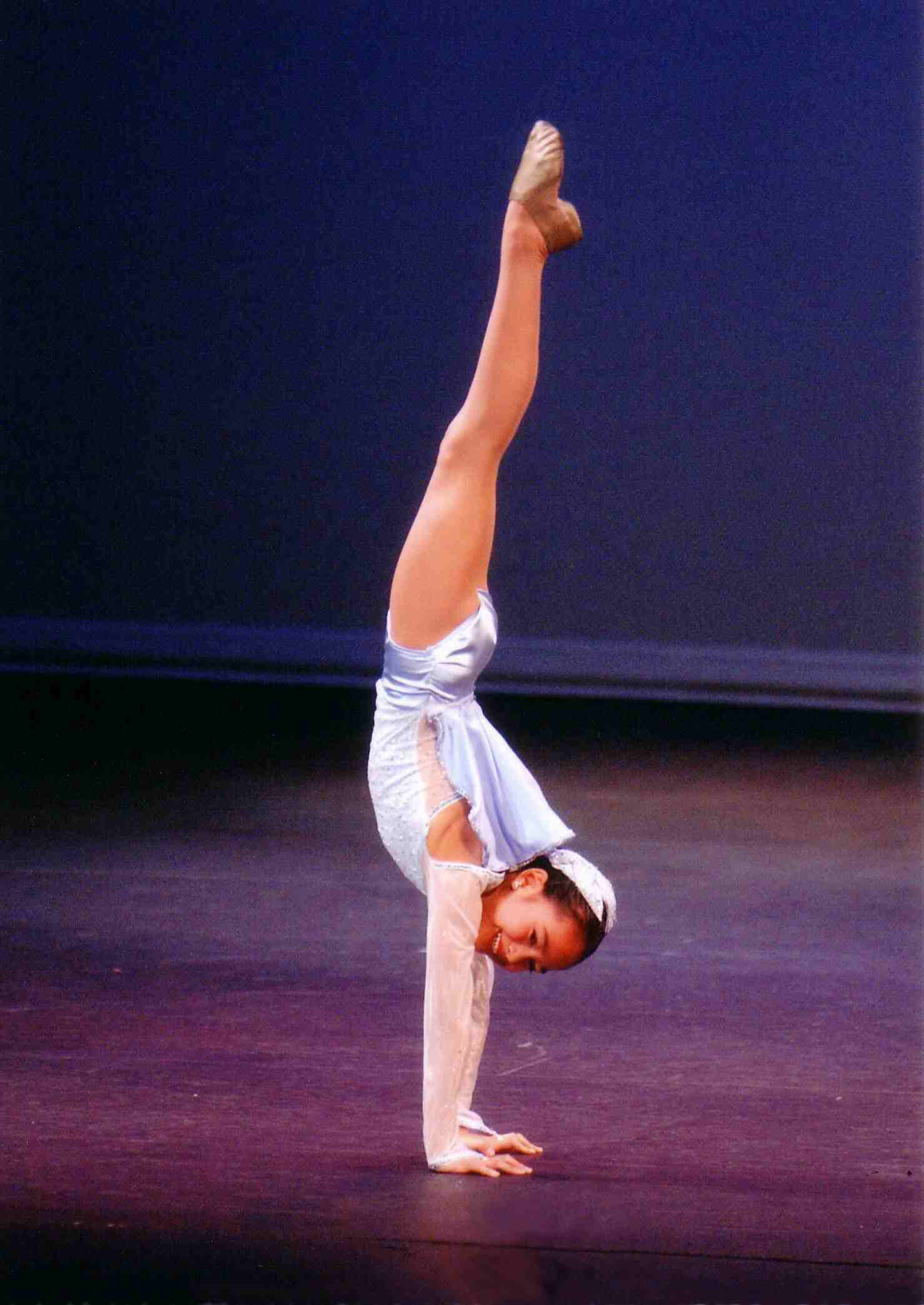
Handstand im akrobatischen Tanz
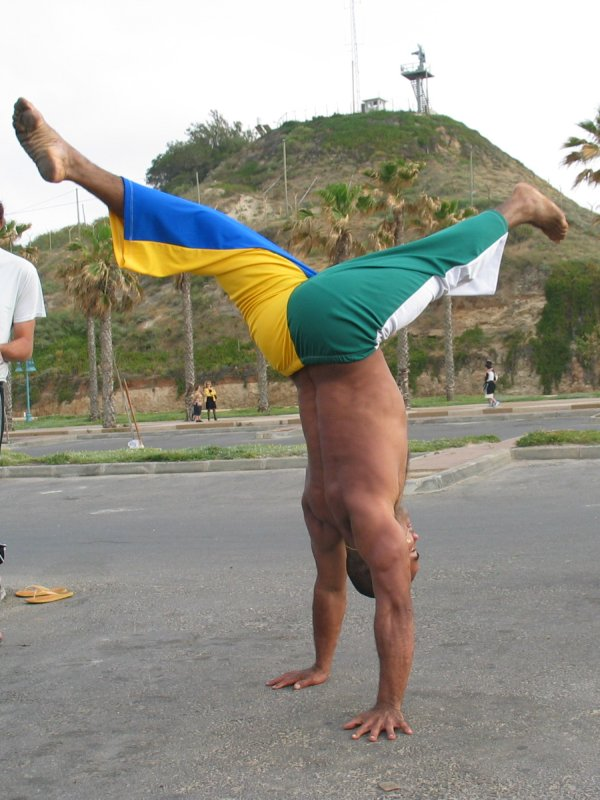
Handstand in Capoeira
Hand-in-Hand-Stand (Akrobatik)
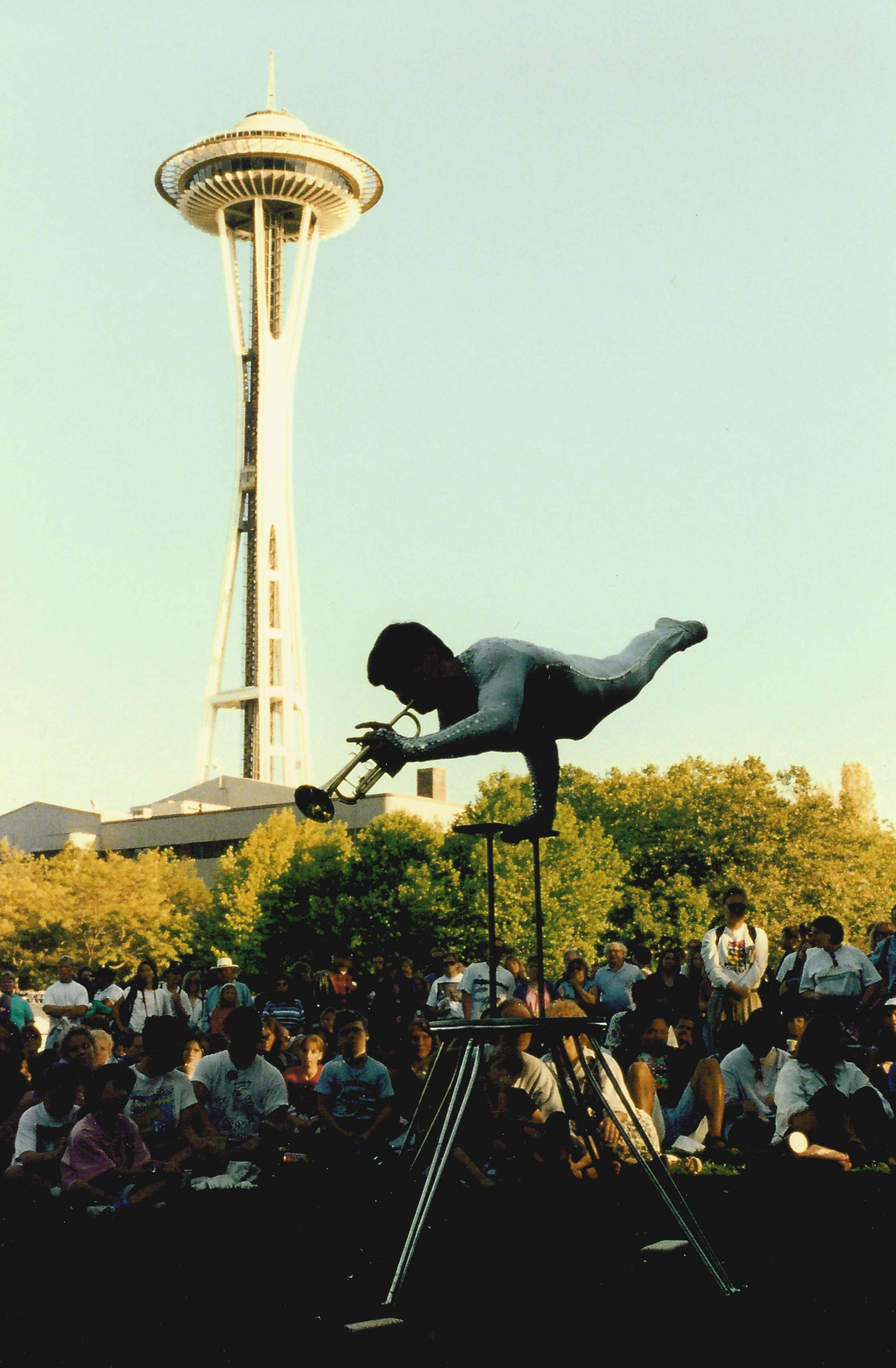
Handstand auf einem speziellen Handstand-Ständer bei gleichzeitigem Trompetenspiel
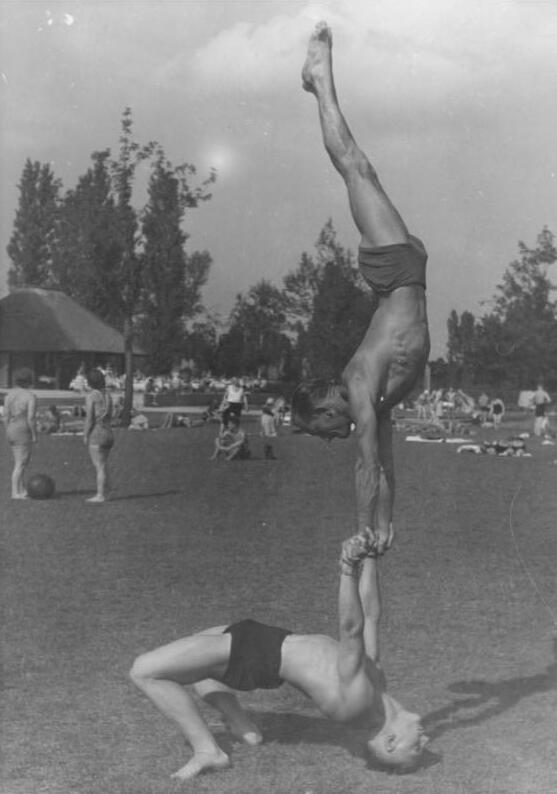
Gymnastik am Strand in Berlin-Treptow (1948)
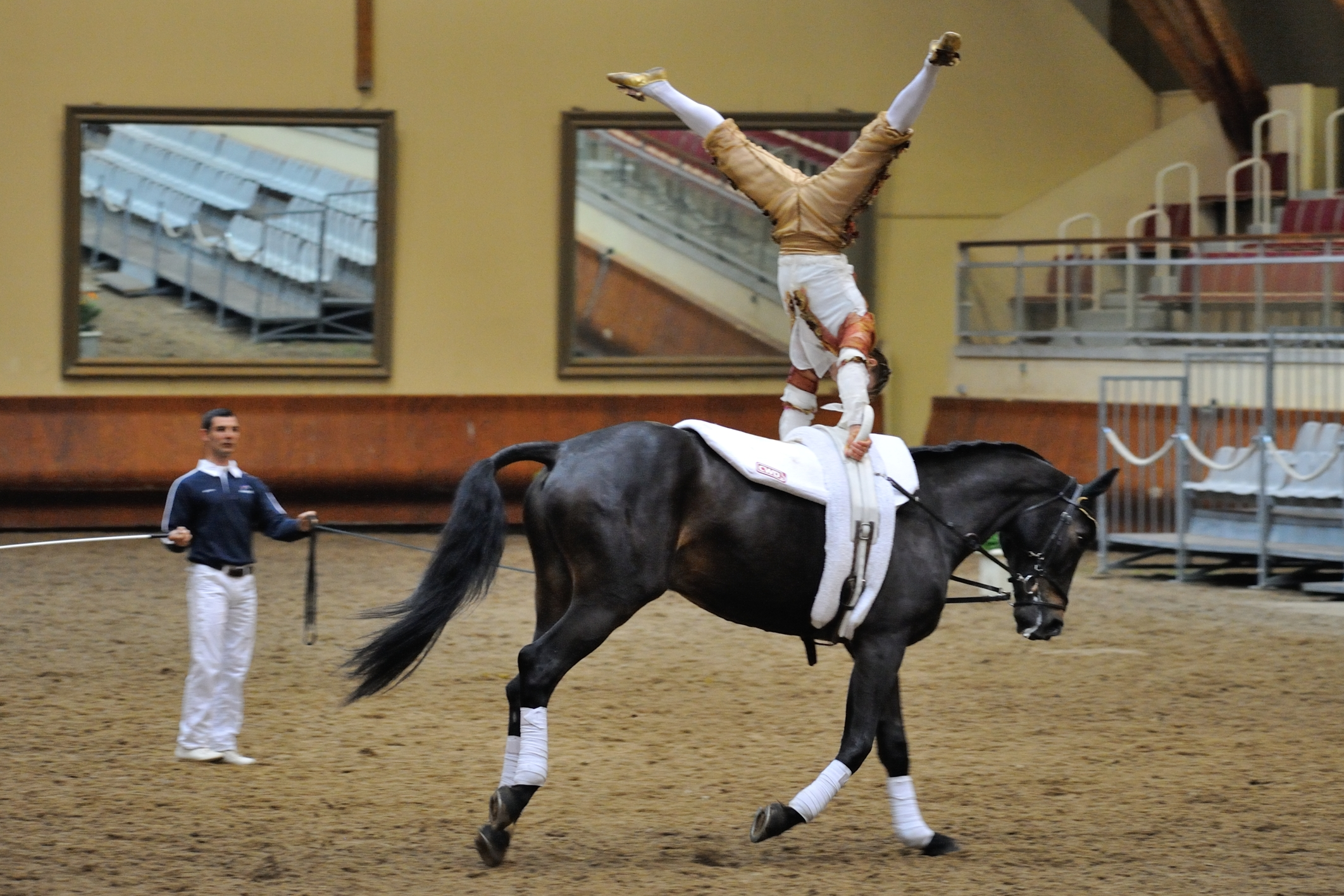
Handstand beim Voltigieren
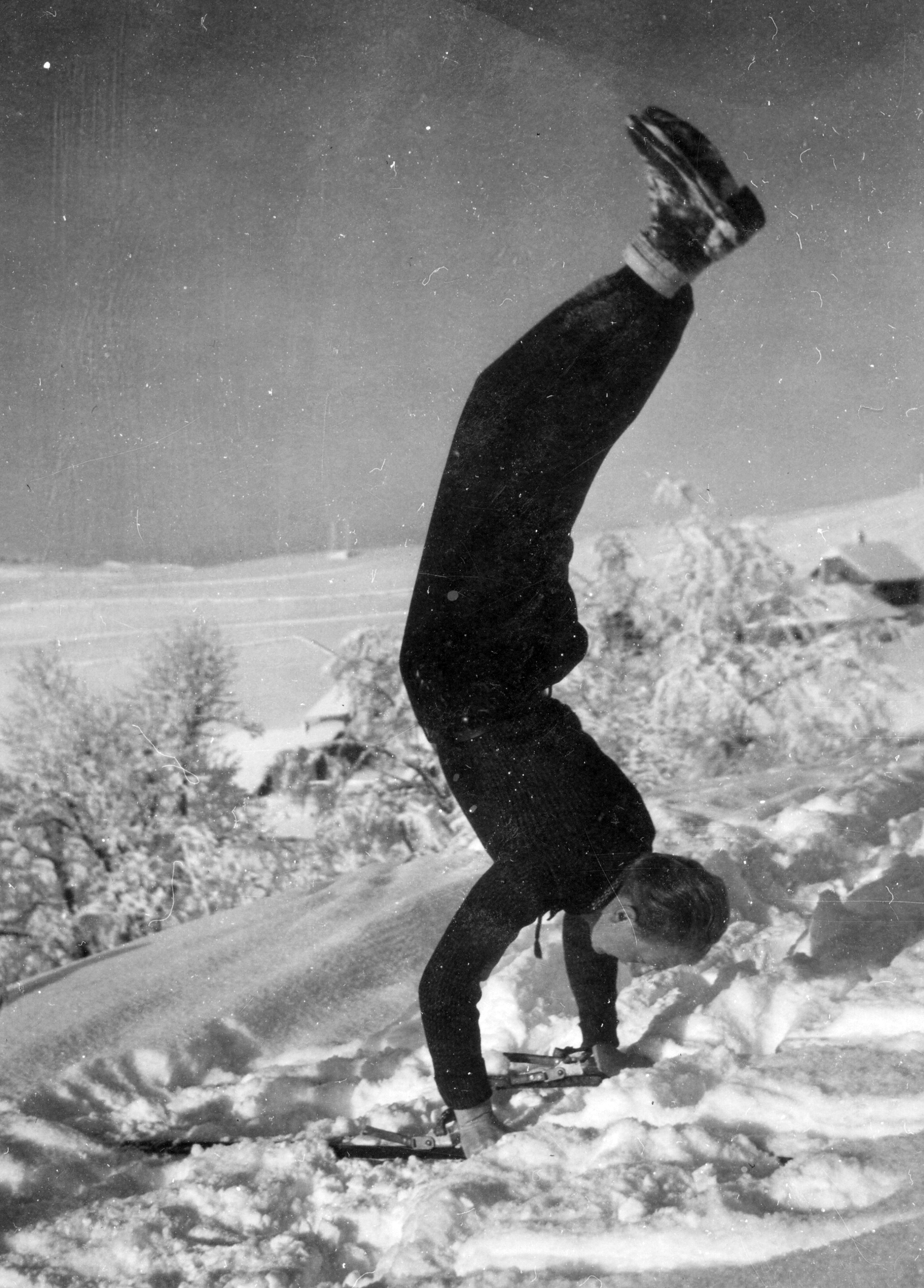
Bananenhandstand
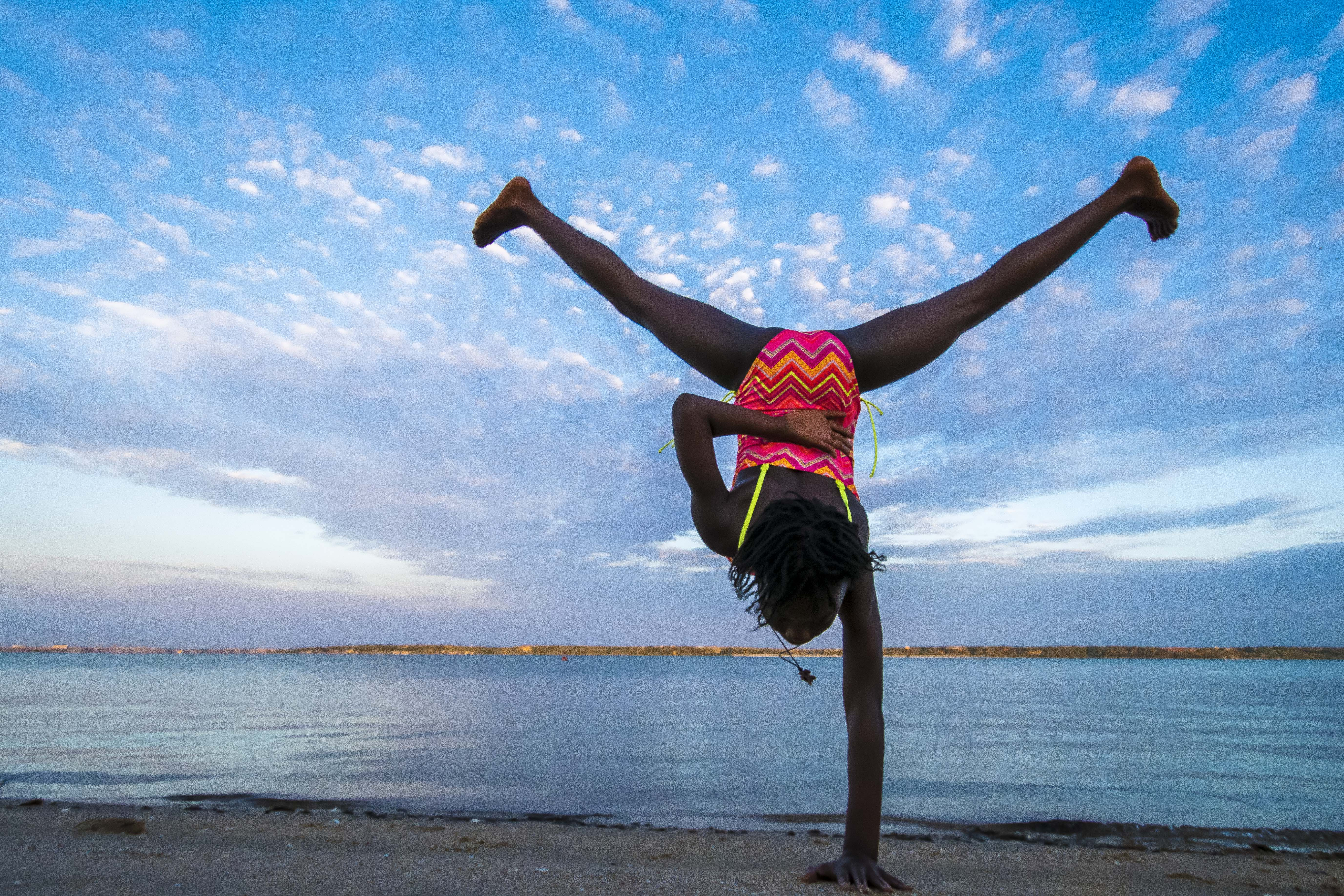
Handstand auf einem Arm